# 제22회 일본 중의원 의원 총선거
제22회 일본 중의원의원 총선거는 1946년 4월 10일에 실시된 일본의 제국의회 중의원의원의 선거이다. 제2차 세계 대전 패전 이후 모든 성인 국민이 투표한 보통선거로 치러진 첫 선거이다.
도쿄도 제2구와 후쿠이현 전 지역구에서는 정수 중 최하위 1명분이 법정 득표수에 이르지 않았으므로, 재선거가 실시되었다.

## 선거 정보

### 해산일
- 1945년 12월 18일

#### 해산명
- GHQ 해산
- 종전 해산

### 투표일
- 1946년 4월 10일

### 개선수
- 466 (의원 정수 468명, 오키나와현(정수 2명)은 미실시)

### 선거제도
- 대선거구제 (제한연기투표제)
  - 02인구：1
  - 04인구：1
  - 05인구：6
  - 06인구：7
  - 07인구：6
  - 08인구：4
  - 09인구：8
  - 10인구：7
  - 11인구：4
  - 12인구：3
  - 13인구：4
  - 14인구：3

홋카이도, 도쿄도, 니가타현, 아이치현, 오사카부, 효고현의 6개 지역에서는 2개의 선거구로 분할되었고, 나머지 40개 지역은 부나 현이 하나의 선거구로 설정되었다.
의원 정수가 가장 적은 지역은 오키나와 현이지만, 실제 선거가 진행된 지역 중 정수가 가장 적은 지역은 후쿠이현과 돗토리현의 2개 선거구로 정수는 각각 4명이었다.
의원 정수가 가장 많은 지역은 홋카이도 제1구, 나가노현 전 지역구, 시즈오카현 전 지역구의 3개 선거구이다. 홋카이도는 2개 선거구의 정수를 합치면 23명으로, 도쿄 도의 21명을 넘어선 가장 많은 정수가 설정되었다.
- 비밀투표
- 20세 이상의 모든 국민
- 유권자 36,878,420명 (남성 : 16,320,752명 여성 : 20,557,668명)

### 기타
- 입후보자 2,770명
- 후보를 낸 정당 : 258개 정당

상기 사항 모두 일본 총선거 사상 최다이다.

## 선거 과정
대정익찬회가 해산되면서, 구 정당들이 부활했는데, 입헌정우회의 후신으로 일본자유당이, 입헌민정당의 후신으로 일본진보당이, 사회대중당의 후신으로 일본사회당 등이 등장했다.

## 선거 결과
| 정당             | 정당             | 득표       | 득표  | 의석 |
| 정당             | 정당             | 득표수     | %     | 의석 |
| ---------------- | ---------------- | ---------- | ----- | ---- |
|                  | 일본자유당       | 13,505,746 | 24.36 | 140  |
|                  | 일본진보당       | 10,350,530 | 18.67 | 94   |
|                  | 일본사회당       | 9,924,930  | 17.90 | 92   |
|                  | 일본협동당       | 1,799,764  | 3.25  | 14   |
|                  | 일본공산당       | 2,135,757  | 3.85  | 5    |
| 기타정당         | 기타정당         | 6,488,032  | 11.70 | 38   |
|                  | 무소속           | 11,244,120 | 20.28 | 81   |
| 공석             | 공석             | 공석       | 공석  | 4    |
|                  |                  |            |       |      |
| 계               | 계               | 55,448,879 | 100   | 468  |
|                  |                  |            |       |      |
| 유효표           | 유효표           | 55,448,879 | 99.08 |      |
| 무효 및 백지투표 | 무효 및 백지투표 | 515,386    | 0.92  |      |
| 투표 / 투표율    | 투표 / 투표율    | 26,582,175 | 72.08 |      |
| 기권             | 기권             | 10,296,245 | 27.92 |      |
| 유권자           | 유권자           | 36,878,420 |       |      |

### 투표율
- 72.08％ (전년 대비 11.08% 감소)

남성 : 78.52％ (전년 대비 4.64％ 감소), 여성 : 66.97％

### 정당
| - 일본자유당 - 141석 | 총재 하토야마 이치로 | 간사장 고노 이치로 | 총무회장 미키 부키치 |

| - 일본진보당 - 94석 | 총재 마치다 주지 | 간사장 이누카이 다케루 |

| - 일본사회당 - 93석 | 서기장 가타야마 데쓰 |

| - 일본협동당 - 14석 | 총재 센고쿠 고타로 |

| - 일본공산당 - 5석 | 서기장 도쿠다 규이치 | 정치국원 시가 요시오 노사카 산조 |

- 기타 - 38석
  - 4석 (1개 단체)

휴가민주당(日向民主党)
- - 3석 (2개 단체)

홋카이도정치연맹(北海道政治連盟), 미야기지방당(宮城地方党)
- - 2석 (3개 단체)

농본당(農本党), 협동민주당(協同民主党), 일본농본당(日本農本党)
- - 1석 (22개 단체)

교육민주당(教育民主党), 도호쿠일본국민당(東北日本国民党), 중도회(中道会), 일본민당(日本民党), 사이타마현정진흥회(埼玉県政振興会), 신일본청년당(新日本青年党), 일본정론당(日本正論党), 아사방위동맹(餓死防衛同盟), 신일본부인당(新日本婦人党), 일본평화당(日本平和党), 일본흥성당(日本興誠党), 신생공민당(新生公民党), 산슈농민당(三州農民党), 신일본건설동맹(新日本建設同盟), 민본당(民本党), 일본당(日本党), 전일본직역동지회(全日本職域同志会), 청년민주주의동맹(青年民主主義同盟), 일본민주당(日本民主党), 오이타현농본당(大分県農本党), 농민당(農民党), 민권동지회(民権同志会)

### 기타
제22회 중의원의원 총선거는 일본 최초로 여성의 참정권이 인정된 선거로, 39명의 최초의 여성 국회의원이 탄생했다.
| 이름                        | 선거구    | 정당            | 연령 | 직업                    |
| --------------------------- | --------- | --------------- | ---- | ----------------------- |
| 안도 하츠(安藤ハツ)         | 나가노    | 일본평화당      | 34   | 주부                    |
| 이마이 하츠(今井ハツ)       | 후쿠이    | 일본자유당      | 44   | 무직                    |
| 오시이 요시에(大石ヨシエ)   | 교토      | 무소속          | 49   | 무직                    |
| 오하시 요시에(大橋喜美)     | 미야기    | 효가민주당      | 41   | 무직                    |
| 가토 시즈에(加藤シヅエ)     | 도쿄2     | 일본사회당      | 49   | 저술업                  |
| 가라사와 도시코(柄澤とし子) | 홋카이도1 | 일본공산당      | 35   | 무직                    |
| 기무라 지요(木村チヨ)       | 교토      | 무소속          | 55   | 무직                    |
| 고로 미쓰(紅露みつ)         | 도쿠시마  | 무소속          | 52   | 무직                    |
| 고시하라 하루(越原はる)     | 아이치1   | 신생공민당      | 60   | 나고야고등여학교 교장   |
| 곤도 쓰루요(近藤鶴代)       | 오카야마  | 무소속          | 44   | 오카야마고등여학교 교사 |
| 사이토 데이(斎藤てい)       | 와카야마  | 일본진보당      | 40   | 무직                    |
| 사카키바라 지요(榊原千代)   | 후쿠시마  | 일본사회당 당우 | 47   | 무직                    |
| 사와다 히사(澤田ひさ)       | 미에      | 일본사회당      | 47   | 무직                    |
| 스가하라 엔(菅原エン)       | 이와테    | 일본진보당      | 49   | 무직                    |
| 스기다 가오루코(杉田馨子)   | 이바라기  | 일본자유당      | 38   | 무직                    |
| 다케우치 우타코(竹内歌子)   | 지바      | 신일본청년당    | 31   | 회사원                  |
| 다케우치 모요(竹内茂代)     | 도쿄1     | 일본자유당      | 65   | 의사                    |
| 다케다 기요(武田キヨ)       | 히로시마  | 일본자유당      | 49   | 학교법인 이사           |
| 다나카 다쓰(田中たつ)       | 돗토리    | 무소속          | 53   | 조산원                  |
| 도카노 사토코(戸叶里子)     | 도치기    | 일본민당        | 37   | 무직                    |
| 도미다 후사(冨田ふさ)       | 교토      | 교토여자자유당  | 52   | 의사                    |
| 나카야마 다마(中山タマ)     | 효고1     | 무소속          | 55   | 의사                    |
| 니즈마 이토(新妻イト)       | 홋카이도1 | 일본사회당      | 56   | 일용품활용협회 촉탁     |
| 노무라 미스(野村ミス)       | 니가타2   | 무소속          | 49   | 무소속                  |
| 혼다 하나코(本多花子)       | 오사카2   | 일본부인당      | 37   | 무직                    |
| 마쓰오 도시코(松尾トシ子)   | 가나가와  | 일본사회당      | 48   | 일본여성영학원 원장     |
| 소노다 덴코코(松谷天光光)   | 도쿄2     | 아사방위동맹    | 27   | 무직                    |
| 미키 기요코(三木キヨ子)     | 오사카1   | 민주당          | 26   | 회사 경영               |
| 무라시마 기요(村島喜代)     | 니가타1   | 일본진보당      | 54   | 무직                    |
| 모가미 히데코(最上英子)     | 군마      | 일본진보당      | 43   | 무직                    |
| 모리야마 요네(森山ヨネ)     | 후쿠오카1 | 일본진보당      | 55   | 여학교 강사             |
| 야마구치 시즈에(山口シヅエ) | 도쿄1     | 일본사회당      | 29   | 야마구치자전차취사부장  |
| 야마자키 미치코(山崎道子)   | 시즈오카  | 일본사회당      | 45   | 무직                    |
| 야마시타 하루에(山下春江)   | 후쿠시마  | 일본진보당      | 45   | 회사원                  |
| 야마시타 쓰코(山下ツ子)     | 구마모토  | 무소속          | 47   | 회사 사장               |
| 요시다 세이(吉田セイ)       | 가나가와  | 신일본부인당    | 36   | 무직                    |
| 요네야마 히사시(米山久)     | 이시카와  | 일본사회당      | 49   | 무직                    |
| 요네야마 히사코(米山久子)   | 야마가타  | 중도회          | 44   | 무직                    |
| 와자키 하루(和崎ハル)       | 아키타    | 무소속          | 61   | 무직                    |

## 선거 이후

### 국회
- 1946년

4월 22일 시데하라 내각 총사직.
5월 2일 하토야마 이치로 대명강하(조각 지시).
5월 4일 하토야마 공직 추방.
5월 16일 요시다 시게루에게 대명강하.
5월 22일 제1차 요시다내각 발족.

### 정당
- 1946년

4월 16일 시데하라, 일본진보당 총재에 취임.
- 기타 정당의 대부분은 공산당을 제외한 3대정당(일본자유당, 일본진보당, 일본사회당) 및 일본협동당에 흡수되거나, 선거 이후 결성된 국민당에 참가했다.

## 같이 보기
- 일본 제국의회
- 중의원
- 일본 중의원 의원 총선거
- 일본 내무성
- 연합군 최고사령부

## 참고 문헌
- 《新しき明日の来るを信ず－はじめての女性代議士たち》, 이와오 미쓰오(岩尾光代) 저, 1999년, 新風舎